# Ambroz Haračić
Ambroz Haračić, hrvaški botanik, meteorolog in srednješolski profesor, * 5. december 1855, Mali Lošinj, † 1. oktober 1916, Mali Lošinj.
Haračić je na Dunaju študiral matematiko in naravoslovne vede. Od 1879-1897, ko je bil premeščen v Trst, je bil profesor na Pomorski šoli v rodnem mestu. V Malem Lošinju je 18 let izvajal meteorološka merjenja in opazovanja, na osnovi katerih je dunajska vlada 1892 Mali Lošinj razglasila za klimatsko zdravilišče in to leto velja za začetek turističnega razvoja na Lošinju. 
Haračić je proučeval rastline Lošinja ter sosednjih otokov in otočkov. (Ilovik, Susak, Unije, Male in Vele Srakane, Murtar, Oruda), in pri tem povezoval vpliv otoške klime na razvoj rastlin. Na tem področju je našel 939 vrst rastlin, od katerih so bile nekatere zelo zanimive, redke in med njimi je bilo nekaj tudi takih, ki jih je Haračić našel in prepoznal in za botanično znanost prvič opisal kot npr. lošinjsko čebulo (Allium ampeloloprasum L. var. lussinese Haračić). Njegova bogata herbarijska zbirka se nahaja v Botaničkom zavodu Prirodoslovno-matematične fakultete v Zagrebu. Rezultate svojih botaničnih odkritij je objavil leta 1905 v znanem delu Otok Lošinj, njegova klima i vegetacija.